# جین پیرس
 جین پیرس (انگلیسی: Jane Pierce؛ ۱۲ مارس ۱۸۰۶ – ۲ دسامبر ۱۸۶۳) یک سیاست‌مدار اهل ایالات متحده آمریکا بود. وی بین سال‌های ۱۸۵۳ تا ۱۸۵۷ عهده‌دار سمت بانوی اول ایالات متحده بوده‌است.